# Friedrich-Ebert-Gymnasium (Bonn)
Das Friedrich-Ebert-Gymnasium (kurz FEG) ist ein öffentliches Gymnasium der Bundesstadt Bonn mit bilingual deutsch-französischem Bildungsgang und bilingual deutsch-englischen Bildungswegen. Das Schulgebäude befindet sich im Bonner Ortsteil Gronau und steht als Baudenkmal unter Denkmalschutz.

## Geschichte
Das Friedrich-Ebert-Gymnasium wurde am 1. April 1954 als neusprachliches Jungengymnasium gegründet und ging durch Aufteilung aus dem Ernst-Moritz-Arndt-Gymnasium hervor. In Anlehnung an dieses wurde es anfangs EMA II genannt.
Mit der Begründung des bilingual deutsch-französischen Zweigs 1970 öffnete sich die Schule teilweise für Mädchen, 1976 dann vollständig.
1993 folgte die Zusammenlegung mit dem Dottendorfer Elly-Heuss-Knapp-Gymnasium.

## Profil
Das Friedrich-Ebert-Gymnasium hat ca. 1200 Schüler und 100 Lehrer. Derzeitiger Schulleiter ist Frank Langner. Es hat derzeit Partnerschulen in England, Wales und Schottland, Frankreich, Spanien und Israel.
Es ist nach eigenen Angaben das einzige Gymnasium in Deutschland, auf dem neben dem Abitur drei zusätzliche Qualifikationen erworben werden können: Das französische Baccalauréat (seit 1990), das englisch orientierte International Baccalaureate (seit 1997) sowie das CertiLingua (seit 2009), eine Auszeichnung für exzellente mehrsprachige Kompetenzen. 1999 wurde das FEG mit dem Europäischen Sprachensiegel ausgezeichnet. Jeder Schüler lernt in seiner Schullaufbahn mindestens drei Sprachen kennen. Pflichtfächer sind von Anfang an Englisch und Französisch. Ab der achten Klasse gibt es die Wahl zwischen Latein und Spanisch.
Das FEG hat zudem ein umfangreiches naturwissenschaftliches Angebot und ist seit 2011 MINT-freundliche Schule.
Weiterhin besteht ein Kulturschwerpunkt, der sich unter anderem in Chor-, Orchester- und Theaterprojekten, regelmäßigen Kulturveranstaltungen und Kunst- und Literaturleistungskursen in der Oberstufe niederschlägt.
Jeder Schüler fährt in der Regel mehrere Male in seiner Schullaufbahn in das Schullandheim auf dem Aremberg, das seit 1932 besteht und zusammen mit dem Ernst-Moritz-Arndt-Gymnasium betrieben wird.
1956, also nur wenige Jahre nach Gründung des FEGs, wurde am Gymnasium der Schülerruderclub (SRC) gegründet. Das Ziel des SRC ist neben der körperlichen Ertüchtigung auch oder gerade das Schaffen von Freiräumen zur freien Entwicklung der Schüler und das Fördern von Bekanntschaften unterhalb der Schüler. Seit seiner Gründung verwaltet sich der SRC selbständig durch einen jährlich gewählten Schülervorstand, welcher von einem Mitglied des Kollegiums, dem Protektor, unterstützt wird. In seiner Geschichte errang der SRC viele Regattaerfolge und brachte mit Valerie Viehoff auch eine Olympionikin hervor.
Die Schule nimmt auch am Modell Europa-Parlament teil.

## Kooperation
Mit dem unmittelbaren Nachbarn, der Konzernzentrale der Deutschen Telekom, besteht seit Juni 2005 ein Kooperationsvertrag, der neben Sachmitteln vor allem längere Betriebspraktika für Schüler und einen Dialog der Schüler mit den Managern festschreibt.
Im Februar 2010 wurde ein Vertrag mit der Deutschen Post DHL unterzeichnet, der dem FEG gemeinsame Projekte, vor allem im Bereich Berufsorientierung verspricht. Außerdem besteht eine Kooperation mit der Hochschule Bonn-Rhein-Sieg.

## Bekannte Schüler des FEG
- Frederic Ananou (* 1997), Fußballspieler
- Clemens Appel (1953–2021), Jurist und Politiker[9]
- Felix Becker (* 1964), Säbelfechter
- Claudia Bokel (* 1973), Degenfechterin[10][11]
- Jörg Bong (* 1966), Verleger[12]
- Richard Breutner (* 1979), Florettfechter[10]
- Elisabeth Bröskamp (* 1969), Politikerin, MdL (Bündnis 90/Die Grünen)[13]
- Patrick Büchting (* 1998), Regisseur[14]
- Florian Cossen (* 1979), Regisseur, Drehbuchautor[15]
- Christoph Dieckmann (* 1976), Beachvolleyball-Spieler und -Trainer
- Markus Dieckmann (* 1976), Beachvolleyball-Spieler und -Trainer
- Imke Duplitzer (* 1975), Degenfechterin[10]
- Alexandra Geese (* 1968), Politikerin (Bündnis 90/Die Grünen)[16]
- Peter Joppich (* 1982), Florettfechter[17]
- Klaus Kösling (1958–2022), Fußballspieler
- Paula Lambert (* 1974), Journalistin und Moderatorin[12]
- Anna Malunat (* 1980), Theaterregisseurin[12]
- Nadine Menz (* 1990), Schauspielerin[12]
- Matthew Mockridge (* 1986), Sänger
- Célia Šašić (* 1988), Fußballspielerin[18]
- Rainer Streubel (* 1958), Chemiker
- Dieter Timmermann (* 1943), Ökonom und Hochschulrektor[19]
- Valerie Viehoff (* 1976), Ruderin[20]
- Fritz von Weizsäcker (1960–2019), Mediziner[21]
- Rainer K. Wick (* 1944), Kunstwissenschaftler